# Tobias Lauritsen (football, 1997)
Tobias Lauritsen, né le 30 août 1997 à Skien en Norvège, est un footballeur norvégien, qui évolue au poste d'avant-centre au Sparta Rotterdam.

## Biographie

### Débuts professionnels
Né à Skien en Norvège, Tobias Lauritsen est formé par le IF Herkules (en), club avec lequel il fait ses débuts en quatrième division norvégienne, puis il rejoint le Urædd. Il s'engage ensuite en janvier 2015 au Odds BK et joue son premier match pour le club le 22 avril 2015, à l'occasion d'une rencontre de coupe de Norvège contre le Skotfoss TIF (en). Il entre en jeu à la place de Frode Johnsen et participe à la victoire de son équipe en marquant également son premier but (0-13 score final),.
En 2016 il rejoint le Pors Grenland. Il fait ensuite son retour à l'Odds BK.
Le 26 juin 2020, Lauritsen prolonge son contrat avec l'Odds BK jusqu'en décembre 2022,.

### Sparta Rotterdam
Lors de l'été 2022, Tobias Lauritsen s'engage en faveur du Sparta Rotterdam. Le transfert est annoncé dès le 23 juin 2022 et il signe un contrat de trois ans, soit jusqu'en juin 2025, plus une année supplémentaire en option.
Lauritsen marque son premier but pour le Sparta le 27 août 2022, lors d'une rencontre de championnat face au Go Ahead Eagles. Titulaire, il donne la victoire de son équipe en étant le seul buteur de la partie.